# Pokey (Mario)
Pokey is een personage uit de Mario-serie. Het personage, dat doet denken aan een cactus, verscheen voor het eerst in Super Mario Bros. 2. Pokey heeft vaak de rol van (woestijn)vijand, en is daarom nooit te selecteren als een speelbaar personage, met uitzondering van Mario Kart World. Hij bestaat uit een stapel van drie tot vijf gele ballen met stekels erop; op zijn hoofd kunnen zowel nog meer stekels staan, als een rode bloem. De stekels zijn schadelijk voor de speler en Pokeys omgeving, en een Pokey kan dus niet verslagen worden door op zijn hoofd te springen. Met een power-up zoals de vuurbloem kan een speler een Pokey wel verslaan, door één voor één de lichaamsstukken uit te schakelen totdat het hoofd wordt uitgeschakeld, waarna hij definitief is verslagen.
Ook bestaat er een Sneeuw-Pokey, een witte Pokey die bestaat uit een stapel sneeuwballen. In principe werkt de Sneeuw-Pokey hetzelfde als de normale Pokey, maar deze variant heeft geen stekels. Hierdoor kan de speler op zijn hoofd springen om hem uit te schakelen waarna de Pokey in een stapel sneeuwballen uit elkaar zal vallen.